# Ceilândia
Ceilândia est une région administrative du District fédéral au Brésil.